# Martos (Spanien)

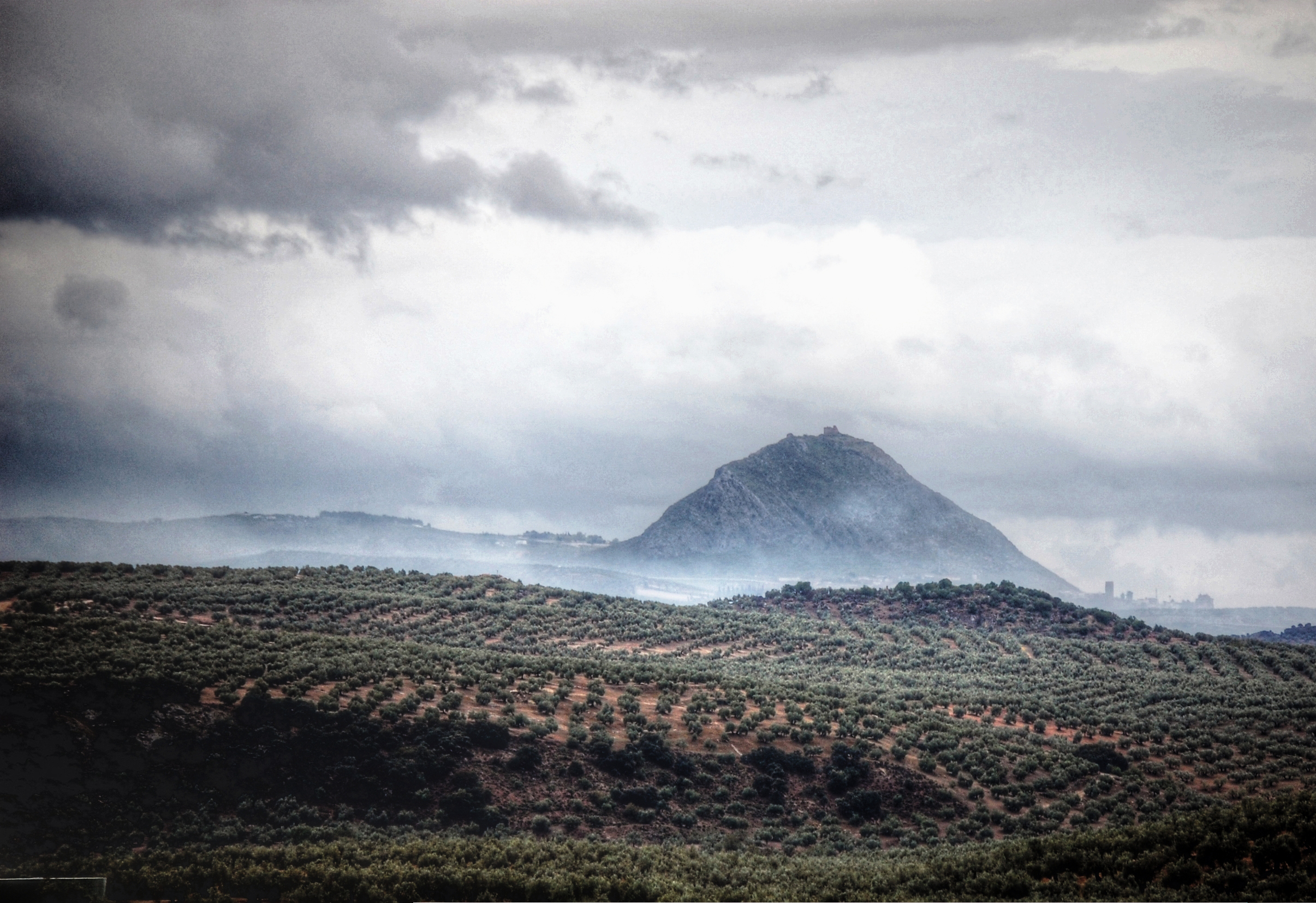
Fernblick auf den Peña de Martos und die Stadt

Martos ist eine Kleinstadt und eine südspanische Gemeinde (municipio) mit 24.452 Einwohnern (Stand: 2024) im Südwesten der Provinz Jaén in der Autonomen Gemeinschaft Andalusien. Das historische Viertel der Stadt ist seit dem Jahr 2003 als Kulturgut (Bien de Interés Cultural) in der Kategorie Conjunto histórico-artístico eingestuft.

## Lage und Klima
Die Kleinstadt Martos liegt an der Bergflanke des gut 1000 m hohen Peña gut 23 km (Fahrtstrecke) südwestlich von Jaén in einer Höhe von ca. 740 m; das gesamte Gemeindegebiet erstreckt sich in Höhenlagen von ca. 500 bis 850 m. Bis zur Mittelmeerküste bei Málaga sind es etwa 165 km in südwestlicher Richtung. Das Klima im Winter ist durchaus rau, im Sommer dagegen trocken und warm; Regen (ca. 620 mm/Jahr) fällt überwiegend in den Wintermonaten.

## Bevölkerungsentwicklung
| Jahr      | 1857   | 1900   | 1950   | 2000   | 2020   |
| Einwohner | 12.552 | 16.682 | 30.513 | 22.356 | 24.296 |

Aufgrund der Mechanisierung der Landwirtschaft und der Aufgabe bäuerlicher Kleinbetriebe („Höfesterben“) ist die Einwohnerzahl der Gemeinde seit der Mitte des 20. Jahrhunderts deutlich zurückgegangen. Zur Gemeinde gehören auch die jeweils etwa 100 bis 300 Einwohner zählenden Dörfer Monte Lope-Álvarez, Las Casillas, La Carrasca, Villarbajo und Fuente del Espino.

## Wirtschaft
Das Umland von Martos war und ist im Wesentlichen landwirtschaftlich geprägt, wobei größere Olivenbaumplantagen dominieren; die Kleinstadt selbst diente als handwerkliches und merkantiles Zentrum für die umliegenden Dörfer. In der Gemeinde haben sich kleinere metallverarbeitende und chemische Werke niedergelassen; der französische multinationale Automobilzulieferer Valeo hat hier einen Zweigbetrieb, der spezialisiert ist auf die Herstellung von Scheinwerfern und Rücklichtern. Über die Autovía A-316 ist die Gemeinde an das spanische und europäische Autobahnnetz angeschlossen.

## Geschichte

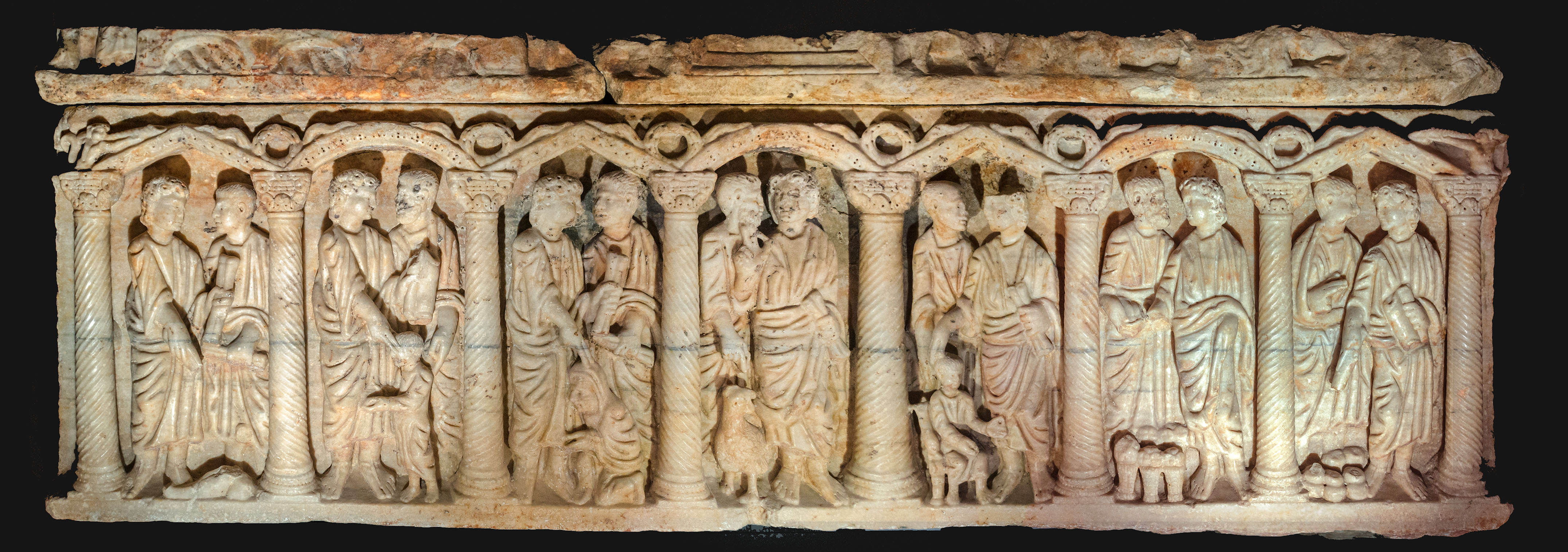
Spätantiker Sarkophag aus Martos

Die Existenz prähistorischer Siedlungen ist wahrscheinlich, wenngleich aus der Frühzeit eindeutige Nachweise fehlen. Die Römer eroberten die Iberische Halbinsel in der Zeit um 200 v. Chr. und gaben der hier bestehenden kleineren Ansiedlung den Namen Tucci bzw. in der Kaiserzeit Colonia Augusta Gemella Tuccitana. In der Spätantike gab es hier einen Bischofssitz; bedeutendstes Zeugnis dieser Zeit ist ein steinerner Sarkophag mit biblischen Szenen, der heute im Museo de Jaén gezeigt wird. Funde aus westgotischer Zeit fehlen. In den Jahren nach 711 besetzten arabisch-maurische Heere den Ort und sein Umland. In der Zeit des Niedergangs des Kalifats von Córdoba (1012) kam der Ort unter die Herrschaft des Kleinkönigreichs (taifa) der Ziriden von Granada, die jedoch im Jahr 1090 von der marokkanisch-stämmigen Berberdynastie der Almoraviden entmachtet wurden. Nach deren Untergang übernahmen die Almohaden die Macht, doch in den Jahren 1225 bis 1248 eroberte der kastilisch-leonesische König Ferdinand III. im Zuge der Rückeroberung (reconquista) weite Teile Andalusiens; darunter auch Martos, welches er dem Calatrava-Ritterorden übergab, dessen Herrschaft bis zum Jahr 1489 andauerte. Der Ort wurde Grenzstadt zum Emirat von Granada und entsprechend befestigt. Trotz Zerstörungen während des Comuneros-Aufstands (1520–1522) erlebte die Stadt im 16. Jahrhundert eine Blütezeit, bis sie schließlich – wie viele Orte Andalusiens und ganz Spaniens  – in der Bedeutungslosigkeit versank.

## Sehenswürdigkeiten

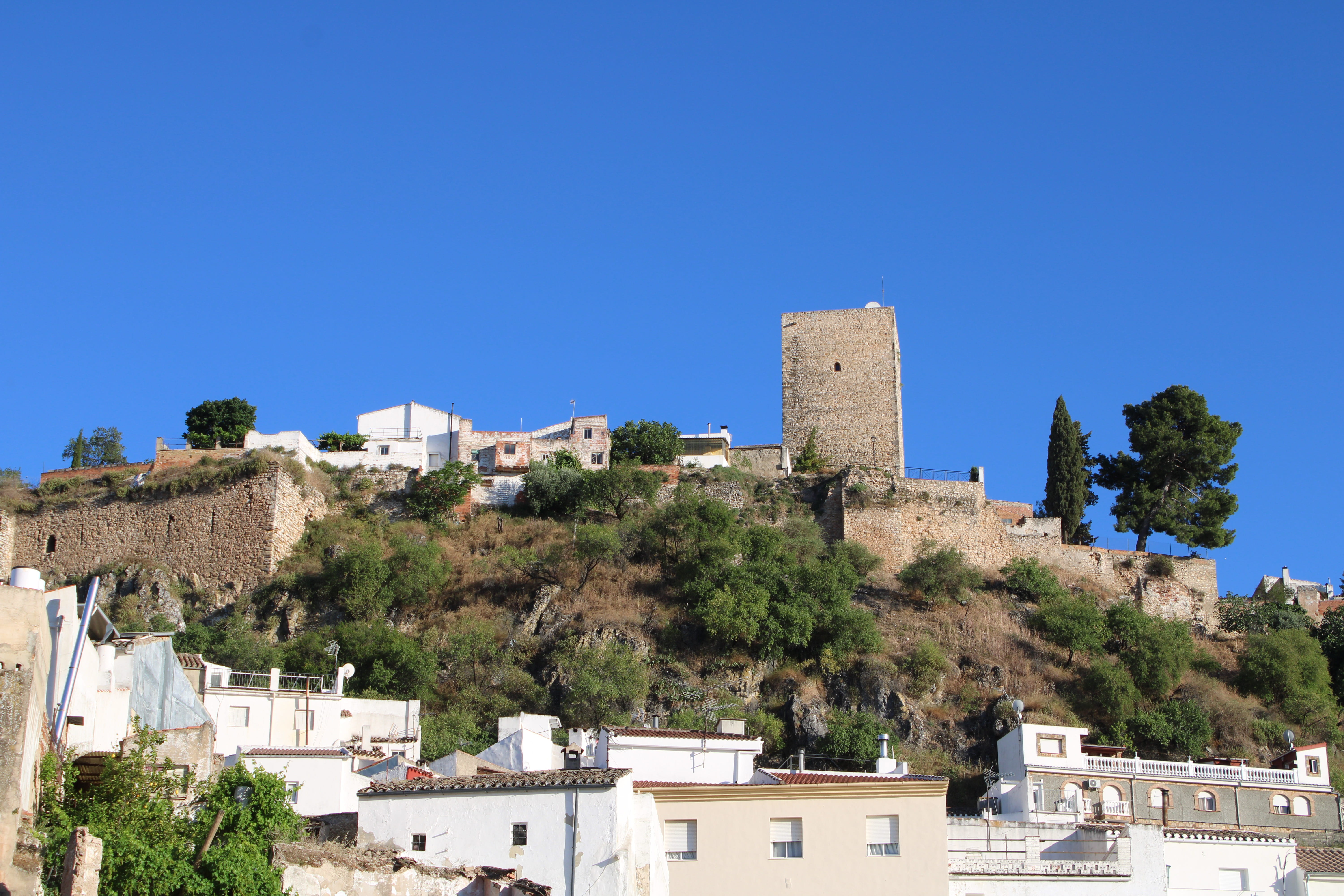
Martos – Castillo de la Villa

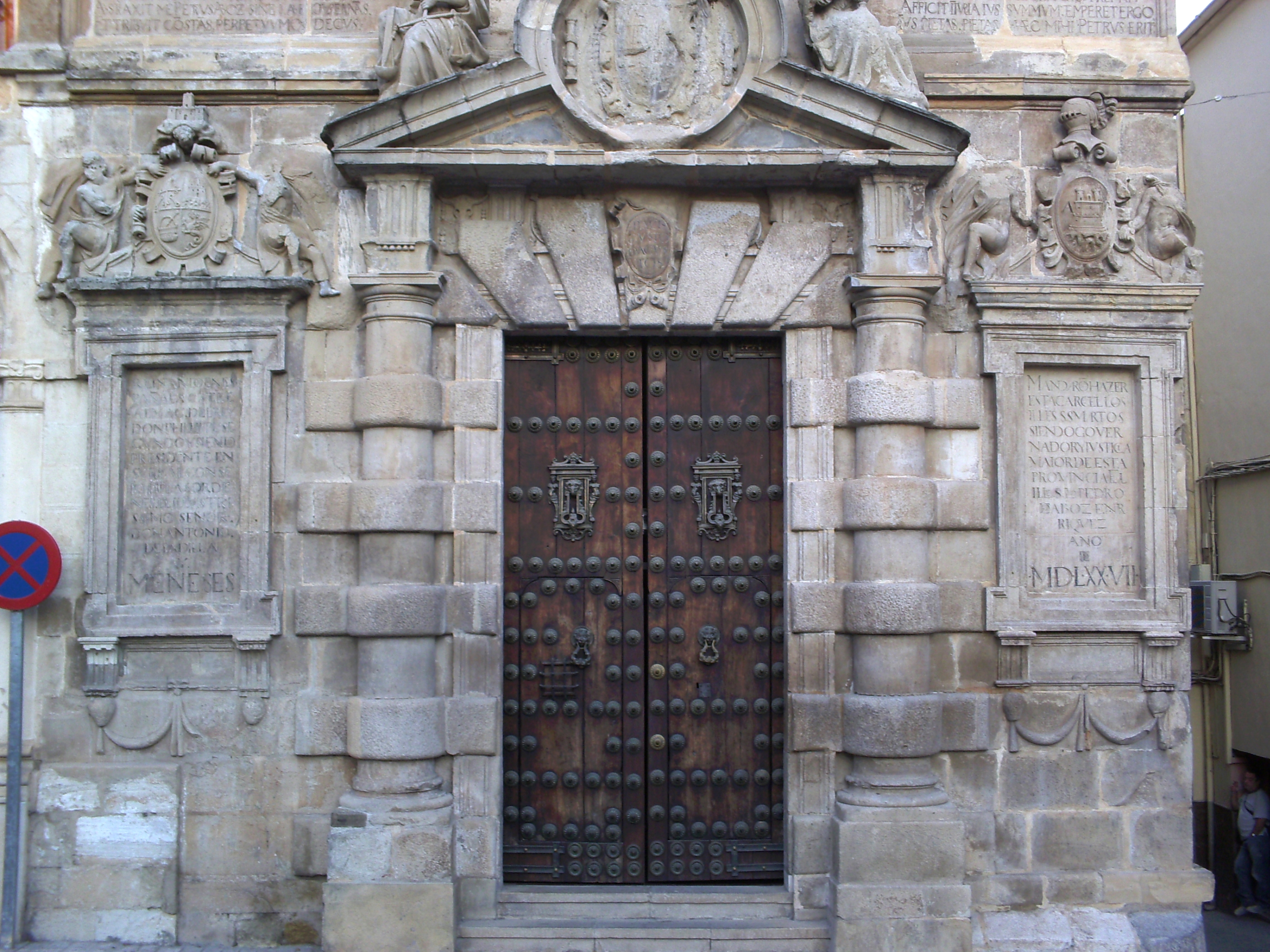
Martos – Rathausportal

- Das Castillo de la Peña stammt noch aus maurischer Zeit; es wurde jedoch im 14. Jahrhundert vom Calatravaorden umgebaut. Der heutige Zustand ist weitgehend ruinös.
- Das Castillo de la Villa wurde im 14. Jahrhundert vom Calatravaorden neugebaut. Es wird überragt vom Bergfried (torre del homenaje).
- Die Stadtmauer (muralla) mit dem Torre Almedina schließt an die untere Festung an und umschloss einen deutlich kleineren Teil der heutigen Stadt.
- Das etwas erhöht liegende Santuario de Santa María de la Villa entstand im ausgehenden 16. Jahrhundert an der Stelle eines Vorgängerbaus aus dem 13. Jahrhundert.
- Die Real Iglesia de Santa Marta stammt aus dem 13. Jahrhundert, doch wurde der Kirchenbau im 16. Jahrhundert tiefgreifend verändert. Interessant sind der steinsichtige Glockenturm (campanario) und das Nordportal.
- Das Monasterio de la Santísima Trinidad gehörte dem weiblichen Zweig des weltabgewandten Trinitarierordens.
- Drei Einsiedlerkapellen (Ermita de San Bartolomé, Ermita de San Miguel und Ermita de Santa Lucia) bereichern das Stadtbild.
- Das Rathaus (Casa Consistorial oder Antigua Cárcel y Cabildo) entstand in den Jahren 1557 bis 1577. Besonders hervorzuheben ist das Portal.
- Der Renaissancebrunnen Fuente Nueva stammt aus dem Jahr 1586.
- Das Hospital San Juan de Dios entstand im 17. Jahrhundert.
- Eine angebliche Römerbrücke quert den Arroyo Salado.[7]

Las Casillas
- Das Castillo de la Encomienda de Víboras war ein Teil der Grenzfestungen zum Emirat von Granada. Der imposante Bergfried war an den Ecken abgerundet.

## Städtepartnerschaften
- Cellamare, Apulien, Italien
- Baler, Philippinen
- Mora, Spanien